# Coia Valls
Coia Valls Loras (Reus, Cataluña, 1960) es una escritora, actriz y profesora de educación especial y logopeda española.

## Obra
En 2010 publicó su primera novela: La Princesa de Jade, publicada en catalán (Ediciones Columna) y en castellano (Suma de Letras). Con este libro ganó el Premio Néstor Luján de novela histórica. Dos años después, publicó, en catalán y castellano, El mercader en Ediciones B. Posteriormente se publicó en italiano y en portugués. En 2013 publicó Las torres del cielo en Ediciones B, y el año siguiente, en 2014, La cocinera (Ediciones B, en catalán y castellano). En febrero del 2015 publicó Amor prohibido (Ediciones B, en catalán y castellano). En marzo del 2016 publicó Etheria (Ediciones B en catalán y en castellano), y en 2018, Los caminos de la luz, también en catalán y castellano. 
En el mundo de la literatura infantil y juvenil ha publicado el cuento infantil Marea de lletres que maregen (Barcanova, 2010) y la novela juvenil L'ombra dels oblidats (2011), en la misma editorial.

## Dramaturgia
Como actriz ha participado en varias obras teatrales y en el film de Jordi Lara Ventre blanc, seleccionado en el Busan International Film Festival de Corea del Sur. 
Como dramaturga, ha puesto tres obras en escena: El mercader (Teatro El Magatzem de Tarragona, 12 de marzo del 2012), Las torres del cielo (Teatro Metropol de Tarragona, 12 de abril del 2013) y La cocinera (Auditorio Tarragona, 12 de abril del 2014).

## Novelas
- 2010: La Princesa de Jade
- 2011: L'ombra dels oblidats (juvenil)
- 2012: El mercader
- 2013: Les torres del cel (Las torres del cielo)
- 2014: La cuinera (La cocinera)
- 2015: Amor prohibit (Amor prohibido)
- 2016: Etheria
- 2017: Si tu m'escoltes (Si tu me escuchas)
- 2018: Els camins de la llum (Los caminos de la luz)
- 2021: Pantera (juvenil)
- 2022: L'alquímia de la vida (La alquímia de la vida)

## Premios
- Premio de los Lectores de L'Illa dels Llibres[6]
- Premio a la Mejor Novela en Catalán de Llegir en Cas d'Incendi[7]
- Premio Néstor Luján de novela histórica 2012 por La Princesa de Jade[2]
- Premio de la Crítica de la AELC (AEPV) a la mejor novela juvenil publicada en el 2021. Por Pantera (Ànima Llibres).